# براوکس بریج (لوئیزیانا)
براوکس بریج (به انگلیسی: Breaux Bridge) شهری در ایالت لوئیزیانا کشور ایالات متحده آمریکا است که جمعیت آن در سرشماری سال ۲۰۱۰ میلادی، ۸٬۱۳۹ نفر بوده‌است.